# Одиньикур
Одиньику́р (фр. Audignicourt) — коммуна во Франции, находится в регионе Пикардия. Департамент коммуны — Эна. Входит в состав кантона Вик-сюр-Эн. Округ коммуны — Суасон.
Код INSEE коммуны — 02034.

## Население
Население коммуны на 2010 год составляло 102 человека.
| 1962 | 1968 | 1975 | 1982 | 1990 | 1999 | 2010 |
| ---- | ---- | ---- | ---- | ---- | ---- | ---- |
| 133  | 135  | 87   | 77   | 94   | 98   | 102  |

## Экономика
В 2010 году среди 72 человек трудоспособного возраста (15—64 лет) 51 были экономически активными, 21 — неактивными (показатель активности — 70,8 %, в 1999 году было 67,3 %). Из 51 активных жителей работали 47 человек (26 мужчин и 21 женщина), безработных было 4 (0 мужчин и 4 женщины). Среди 21 неактивных 7 человек были учениками или студентами, 9 — пенсионерами, 5 были неактивными по другим причинам.